# Яновиц, Гундула
Гу́ндула Яно́виц (нем. Gundula Janowitz; род. 2 августа 1937, Берлин, Германия) — австрийская оперная и камерная певица (сопрано).
Училась в Граце. В 1960 г. Герберт фон Караян пригласил певицу в Венскую государственную оперу. Карьера Яновиц была быстрой и успешной. В 1960—1962 годах она выступала на Байройтском фестивале в небольших партиях, в 1964 — на Глайндборнском фестивале. C 1963 года певица почти ежегодно была участницей Зальцбургского фестиваля. Много гастролировала.
Центральное место в репертуаре Яновиц занимали партии в операх Моцарта (Графиня в «Свадьбе Фигаро», Фьордилиджи в «Так поступают все женщины», Памина в «Волшебной флейте» и т. д.). В 1964 году она впервые обратилась к более драматическим партиям, исполнив роль Императрицы в опере Штрауса «Женщина без тени». Другие штраусовские партии — Маршальша в «Кавалере розы», Ариадна в «Ариадне на Наксосе», Арабелла в одноимённой опере. В 1969 году она с успехом исполнила партию Амелии-Марии в «Симоне Бокканегра» Джузеппе Верди и с тех пор неоднократно обращалась к итальянскому репертуару (её большими достижениями стали Елизавета в «Дон Карлосе» и Дездемона в «Отелло»). Яновиц исполняла даже такие тяжёлые партии, как Зиглинда в «Валькирии» и Леонора в «Фиделио», хотя её голос был лучше приспособлен к партиям лирического характера.
С 1970-х годов Яновиц уделяла особенное внимание песенному репертуару, исполняла много произведений ораториального жанра.
Гундула Яновиц сотрудничала с такими дирижёрами, как Герберт фон Караян, Отто Клемперер, Ойген Йохум, Леонард Бернстайн, Рафаэль Кубелик, Георг Шолти, Карлос Кляйбер и другими.
В 1990—1991 годах была директором Грацского театра.

## Награды
- Музыкальная премия Йозефа Маркса (Штирия, 1978).
- Австрийский почётный крест «За науку и искусство» 1 класса (Австрия, 2000).
- Золотой знак «За заслуги перед городом Веной» (2003).